# Giải đua ô tô Công thức 1 Ả Rập Xê Út 2025
Giải đua ô tô Công thức 1 Ả Rập Xê Út 2025 (tên chính thức là Formula 1 STC Saudi Arabian Grand Prix 2025) là một chặng đua Công thức 1 được tổ chức vào ngày 20 tháng 4 năm 2025 tại Trường đua Jeddah Corniche, Jeddah, Ả Rập Xê Út. Chặng đua này là chặng đua thứ năm của Giải đua xe Công thức 1 2025.
Max Verstappen của Red Bull Racing đã giành vị trí pole thứ hai của anh trong mùa giải, nhưng đã để thua Oscar Piastri của McLaren trong cuộc đua, người đã giành chiến thắng thứ ba của mình trong mùa giải và dẫn đầu Giải vô địch. Charles Leclerc đã giành bục vinh quang đầu tiên cho Ferrari trong mùa giải. Chiến thắng của Piastri đã đưa anh trở thành người Úc đầu tiên dẫn đầu bảng xếp hạng các tay đua kể từ Mark Webber tại Giải đua ô tô Công thức 1 Nhật Bản 2010.

## Bối cảnh
Giải đua ô tô Công thức 1 Ả Rập Xê Út 2025 được tổ chức tại Trường đua Jeddah Corniche, Jeddah, Ả Rập Xê Út, vào cuối tuần từ ngày 18 đến 20 tháng 4 năm 2025. Đây là lần thứ năm Giải đua ô tô Công thức 1 Ả Rập Xê Út được tổ chức trong lịch sử Công thức 1. Giải đua ô tô Công thức 1 Ả Rập Xê Út 2025 là chặng đua thứ năm của Giải đua xe Công thức 1 2025.

### Bảng xếp hạng vô địch trước chặng đua
Lando Norris bước vào chặng đua này với tư cách là tay đua dẫn đầu bảng xếp hạng các tay đua với 77 điểm trước Oscar Piastri (74 điểm) ở vị trí thứ hai với khoảng cách 3 điểm và hơn Max Verstappen (69 điểm) ở vị trí thứ ba với khoảng cách 8 điểm. McLaren bước vào chặng đua này với tư cách là đội đua dẫn đầu bảng xếp hạng các đội đua với 151 điểm, đứng trước Mercedes (93 điểm) và Red Bull Racing, đội đứng thứ ba với 74 điểm.

### Danh sách các tay đua và đội đua
Danh sách các tay đua và đội đua cho chặng đua này không có thay đổi nào so với danh sách các tay đua và đội đua tham gia mùa giải. Trường hợp ngoại lệ duy nhất là Liam Lawson, người trước đây đã đua cho Red Bull Racing, chuyển đội với Tsunoda Yūki của Racing Bulls kể từ Giải đua ô tô Công thức 1 Nhật Bản trở đi.

### Lựa chọn hợp chất lốp
Nhà cung cấp lốp xe Pirelli mang đến các hợp chất lốp C3, C4 và C5, lần lượt được tiêu chuẩn hóa là cứng (hard), trung bình (medium) và mềm (soft) để các đội sử dụng trong suốt sự kiện này.

## Tường thuật

### Vòng phân hạng
Vòng phân hạng được tổ chức vào ngày 19 tháng 4 năm 2025 lúc 20:00 giờ địa phương (UTC+9) và bao gồm ba phần với thời gian là 45 phút. Các tay đua có 18 phút ở phần đầu tiên (Q1) để tiếp tục tham gia phần thứ hai (Q2) của vòng phân hạng. Tất cả các tay đua đạt được thời gian trong phần đầu tiên với thời gian tối đa 107% thời gian nhanh nhất được phép tham gia cuộc đua. 15 tay đua dẫn đầu phần này lọt vào phần tiếp theo. Sau khi Q1 kết thúc, Max Verstappen (Red Bull Racing) đứng đầu với thời gian nhanh nhất là 1:27,778 phút trong khi Lance Stroll (Aston Martin), Jack Doohan (Alpine), cả hai tay đua Kick Sauber và Esteban Ocon (Haas) bị loại.
Phần thứ hai (Q2) kéo dài 15 phút và mười tay đua nhanh nhất của phần này đi tiếp vào phần thứ ba (Q3) và cuối cùng của vòng phân hạng. Sau khi Q2 kết thúc, Lando Norris (McLaren) đứng đầu với thời gian nhanh nhất là 1:27,481 phút trong khi Alexander Albon (Williams), cả hai tay đua Racing Bulls, Fernando Alonso (Aston Martin) và Oliver Bearman (Haas) bị loại.
Phần thứ ba (Q3) và cuối cùng kéo dài mười hai phút, trong đó mười vị trí xuất phát đầu tiên được xác định sẵn cho cuộc đua. Với thời gian nhanh nhất là 1:27,294 phút, Max Verstappen (Red Bull Racing) giành vị trí pole thứ hai trong mùa giải trước Piastri và Russell trong khi Norris, tay đua dẫn đầu bảng xếp hạng các tay đua trong thời điểm đó, va chạm và không thể lập thời gian, khiến anh phải xuất phát từ vị trí thứ 10.

## Cuộc đua chính
Cuộc đua chính được tổ chức vào ngày 20 tháng 4 năm 2025 vào 20:00 giờ địa phuơng (UTC+3) và có tổng cộng 50 vòng đua.

### Báo cáo cuộc đua
Oscar Piastri trong chiếc McLaren là người giành chiến thắng chặng, theo sau là Max Verstappen trong chiếc Red Bull và Charles Leclerc ở vị trí thứ ba trong chiếc Ferrari. Chiến thắng của Piastri giúp anh vươn lên dẫn đầu Bảng xếp hạng các tay đua lần đầu tiên trong sự nghiệp đồng thời trở thành tay đua người Úc đầu tiên dẫn đầu Bảng xếp hạng các tay đua kể từ huấn luyện viên của anh Mark Webber tại Giải đua ô tô Công thức 1 Nhật Bản 2010.

### Kết quả
| Vị trí  | Số xe | Tay đua               | Đội đua                      | Vòng đua | Thời gian/Bỏ cuộc  | Vị trí xuất phát | Điểm |
| ------- | ----- | --------------------- | ---------------------------- | -------- | ------------------ | ---------------- | ---- |
| 1       | 81    | Oscar Piastri         | McLaren-Mercedes             | 50       | 1:21:06,758        | 2                | 25   |
| 2       | 1     | Max Verstappen        | Red Bull Racing-Honda RBPT   | 50       | +2,843             | 1                | 18   |
| 3       | 16    | Charles Leclerc       | Ferrari                      | 50       | +8,104             | 4                | 15   |
| 4       | 4     | Lando Norris          | McLaren-Mercedes             | 50       | +9,196             | 10               | 12   |
| 5       | 63    | George Russell        | Mercedes                     | 50       | +27,236            | 3                | 10   |
| 6       | 12    | Andrea Kimi Antonelli | Mercedes                     | 50       | +34,688            | 5                | 8    |
| 7       | 44    | Lewis Hamilton        | Ferrari                      | 50       | +39,073            | 7                | 6    |
| 8       | 55    | Carlos Sainz Jr.      | Williams-Mercedes            | 50       | +1:04,630          | 6                | 4    |
| 9       | 23    | Alexander Albon       | Williams-Mercedes            | 50       | +1:06,515          | 11               | 2    |
| 10      | 6     | Isack Hadjar          | Racing Bulls-Honda RBPT      | 50       | +1:07,091          | 14               | 1    |
| 11      | 14    | Fernando Alonso       | Aston Martin Aramco-Mercedes | 50       | +1:15,917          | 13               |      |
| 12      | 30    | Liam Lawson           | Racing Bulls-Honda RBPT      | 50       | +1:18,4511         | 12               |      |
| 13      | 87    | Oliver Bearman        | Haas-Ferrari                 | 50       | +1:19,194          | 15               |      |
| 14      | 31    | Esteban Ocon          | Haas-Ferrari                 | 50       | +1:39,723          | 19               |      |
| 15      | 27    | Nico Hülkenberg       | Kick Sauber-Ferrari          | 49       | +1 vòng            | 18               |      |
| 16      | 18    | Lance Stroll          | Aston Martin Aramco-Mercedes | 49       | +1 vòng            | 16               |      |
| 17      | 7     | Jack Doohan           | Alpine-Renault               | 49       | +1 vòng            | 17               |      |
| 18      | 5     | Gabriel Bortoleto     | Kick Sauber-Ferrari          | 49       | +1 vòng            | 20               |      |
| Bỏ cuộc | 22    | Yuki Tsunoda          | Red Bull Racing-Honda RBPT   | 1        | Hư hỏng do va chạm | 8                |      |
| Bỏ cuộc | 10    | Pierre Gasly          | Alpine-Renault               | 0        | Va chạm            | 9                |      |
| Nguồn:  |       |                       |                              |          |                    |                  |      |

Ghi chú
- ^1  – Liam Lawson kết thúc chặng đua ở vị trí 11 nhưng đã phải nhận án phạt mười giây do  giành lợi thế từ việc chạy khỏi đường đua.[9]

## Bảng xếp hạng sau chặng đua

### Bảng xếp hạng các tay đua
| Vị trí | Tay đua               | Đội đua                      | Số điểm | Thay đổi vị trí |
| ------ | --------------------- | ---------------------------- | ------- | --------------- |
| 1      | Oscar Piastri         | McLaren-Mercedes             | 99      | 1               |
| 2      | Lando Norris          | McLaren-Mercedes             | 89      | 1               |
| 3      | Max Verstappen        | Red Bull Racing-Honda RBPT   | 87      | +/-0            |
| 4      | George Russell        | Mercedes                     | 73      | +/-0            |
| 5      | Charles Leclerc       | Ferrari                      | 47      | +/-0            |
| 6      | Andrea Kimi Antonelli | Mercedes                     | 38      | +/-0            |
| 7      | Lewis Hamilton        | Ferrari                      | 31      | +/-0            |
| 8      | Alexander Albon       | Williams-Mercedes            | 20      | +/-0            |
| 9      | Esteban Ocon          | Haas-Ferrari                 | 14      | +/-0            |
| 10     | Lance Stroll          | Aston Martin Aramco-Mercedes | 10      | +/-0            |

- Lưu ý: Chỉ có mười vị trí đứng đầu được liệt kê trên bảng xếp hạng này.

### Bảng xếp hạng các đội đua
| Vị trí | Đội đua                      | Số điểm | Thay đổi vị trí |
| ------ | ---------------------------- | ------- | --------------- |
| 1      | McLaren-Mercedes             | 188     | +/-0            |
| 2      | Mercedes                     | 111     | +/-0            |
| 3      | Red Bull Racing-Honda RBPT   | 89      | +/-0            |
| 4      | Ferrari                      | 78      | +/-0            |
| 5      | Williams-Mercedes            | 25      | 1               |
| 6      | Haas-Ferrari                 | 20      | 1               |
| 7      | Aston Martin Aramco-Mercedes | 10      | +/-0            |
| 8      | RB-Honda RBPT                | 8       | +/-0            |
| 9      | Alpine-Renault               | 6       | +/-0            |
| 10     | Kick Sauber-Ferrari          | 6       | +/-0            |